# Philipp Rottermann
Philipp Rottermann (* 13. Juli 1856 in Mudau; † 7. Oktober 1940 in Dayton (Ohio)) war ein deutscher Schneider und Auswanderer mit großem sozialen Engagement.

## Leben
Philipp Josef Rottermann wurde als Sohn von Karl Rottermann und seiner Ehefrau Franziska geb. Hilbert in Mudau geboren. Die Familie wanderte im Jahre 1871 von Mudau nach Dayton in den Bundesstaat Ohio in die Vereinigten Staaten von Amerika aus. Dort kam er als Kaufmannsschneider (merchant tailor) zu ansehnlichem Reichtum und tat viel Gutes für die Gemeinde Mudau, so spendete er 1922 einen hohen Geldbetrag für den örtlichen St. Vincentiusverein und stiftete die vier neuen Chorfenster, die während der Restaurierung der Pfarrkirche St. Pankratius 1926 erforderlich wurden. Anfang des 20. Jahrhunderts erhielt er in Mudau die Ehrenbürgerschaft.
Er war mit Catharine geborene Kemper (1848–1926) verheiratet und hatte drei Töchter. Das Vermögen der Familie wird seit 1982 in einer gemeinnützigen Treuhandgesellschaft verwaltet.